# Alexandra de Hanovre
Ne doit pas être confondu avec Alexandra de Hanovre (1882-1963).
Alexandra de Hanovre, princesse de Hanovre (de son nom de naissance en allemand : Alexandra Prinzessin von Hannover), née le 20 juillet 1999 à Vöcklabruck, en Haute-Autriche (Autriche), est la dernière enfant du prince Ernest-Auguste de Hanovre, chef de la maison de Hanovre, et de la princesse Caroline de Monaco. C’est une personnalité allemande et monégasque en tant que membre de la famille princière de Monaco.

## Famille
Dernière enfant du prince Ernest-Auguste de Hanovre, prétendant au trône de Hanovre, et de sa deuxième épouse la princesse Caroline de Monaco, la princesse Alexandra a cinq demi-frères et sœurs : Ernest-Auguste (1983) et Christian de Hanovre (1985) d’une part et Andrea (1984), Charlotte (1986) et Pierre Casiraghi (1987) d’autre part.
Par son père, Alexandra descend à la fois de la reine Victoria du Royaume-Uni (1819-1901), surnommée la « grand-mère de l’Europe », et du roi Christian IX de Danemark (1818-1906), surnommé le « beau-père de l’Europe ».
La princesse est donc une descendante du Kaiser Guillaume II d'Allemagne, alliée aux familles royales scandinaves et grecques.
Du côté de sa mère, Alexandra est la petite-fille du prince Rainier III de Monaco (1923-2005) et de son épouse l’actrice américaine Grace Kelly (1929-1982). Elle est donc également la nièce du prince Albert II (1958) et de la princesse Stéphanie de Monaco (1965).

## Biographie
Née six mois après le mariage de ses parents, la princesse Alexandra est élevée dans la foi luthérienne, qui est celle de la maison de Hanovre. Elle est ainsi baptisée au cours d’une cérémonie protestante célébrée dans la plus stricte intimité, en septembre 1999, à Grünau im Almtal (Haute-Autriche, Autriche).
D’abord scolarisée à l’école publique Lapierre du Mée-sur-Seine, elle fait son collège à l’Institut catholique François-d’Assise-Nicolas-Barré de Monaco.
La princesse Alexandra pratique le patin à glace. La jeune fille a été classée 2e de sa catégorie au Xe championnat de patinage artistique de Monaco, organisé le 5 mars 2011.
En qualité de membre de la famille princière de Monaco, Alexandra participe régulièrement aux événements mondains présidés par le prince souverain. Elle s’est ainsi fait remarquer lors d’un match de football de charité organisé dans le but de financer la reconstruction de la cathédrale de Port-au-Prince (Haïti). On l’a également vue aux côtés de sa mère, la princesse Caroline, au défilé Chanel organisé par Karl Lagerfeld en mai 2011.
La princesse Alexandra est la compagne depuis 2016, et officiellement depuis mars 2017, de Ben Sylvester Strautmann, ex-basketteur de haut niveau de l'équipe nationale de Monaco et ancien étudiant du King’s College de Londres. Ben Sylvester Strautmann est de nationalité allemande et est né le 31 décembre 1998 à Luxembourg. Sa famille, originaire de Basse-Saxe, a fait fortune dans la fabrication et le commerce d’engins agricoles (B. Strautmann & Söhne (de)). Il a 8 ans lorsque ses parents s’installent à Monaco ; son père, Joachim Strautmann, est l'ancien senior vice-président de la banque Edmond de Rothschild et a travaillé pour la Compagnie Monégasque de Banque. Sa mère, Sabine Holz-Strautmann, est cadre de la banque Sarasin.
En octobre 2018, la princesse Alexandra abjure la foi protestante et se convertit au catholicisme.
En 2024, la princesse Alexandra est diplômée de l'Université Columbia à Paris, après avoir terminé sa maîtrise en histoire et littérature dans ladite université.

## Droits successoraux et autres

### Hanovre

Drapeau du royaume de Hanovre.

Membre de la maison de Hanovre, la princesse Alexandra n’est pas incluse dans l’ordre de succession de l’ancien royaume de Hanovre (qui fut annexé par le royaume de Prusse lors de la guerre austro-prussienne de 1866), qui connaissait la loi salique et excluait donc automatiquement les femmes du trône.

### Brunswick

Drapeau du duché de Brunswick.

La maison de Hanovre est une branche cadette de la maison de Brunswick dont la branche aînée s’éteint en 1884, léguant ainsi le duché de Brunswick à la branche cadette. Mais ce n’est qu’en 1913 qu’Ernest-Auguste de Hanovre (Ernest-Auguste III de Hanovre, 1887-1953, arrière-grand-père d’Alexandra de Hanovre) put prendre possession du duché, qu’il perd lors des événements révolutionnaires de 1918 en Allemagne.

### Royaume-Uni
En qualité de descendante en ligne directe de l’électrice Sophie de Hanovre (1630-1714) et de l’arrière-petit-fils de celle-ci, le roi George III du Royaume-Uni (1738-1820), la princesse Alexandra faisait partie de l’ordre de succession au trône britannique, où elle occupait le quatre cent quarante-quatrième rang depuis le 1er janvier 2001 jusqu'à sa conversion au catholicisme en 2018.
Son père, Ernest-Auguste de Hanovre, a perdu jusqu'en 2011, son rang successoral britannique en épousant une catholique (Caroline de Monaco) le 23 janvier 1999. Mais sa fille Alexandra, dans la mesure où elle a été élevée dans la foi protestante, figurait sur la liste de succession au trône britannique jusqu'à sa conversion au catholicisme.

### Monaco
Fille de la princesse Caroline, Alexandra est incluse dans l’ordre de succession constitutionnel au trône de Monaco : elle y est treizième juste après son neveu, le fils de Charlotte Casiraghi. De fait, Alexandra étant née de parents mariés civilement, elle est une enfant légitime selon le droit civil monégasque, condition nécessaire pour être dynaste selon l’article 10 de la constitution monégasque. Il n’y a pas de condition de religion pour être dynaste à Monaco même si l’article 9 de la constitution monégasque dispose que « La religion catholique, apostolique et romaine est religion d’État ». Le palais princier de Monaco n’a guère communiqué sur la religion d’Alexandra.[pertinence contestée]
Sans la modification de l’article 10 de la constitution monégasque en 2002, la princesse Alexandra aurait perdu tout rang successoral à l’avènement du prince Albert II en 2005 : il n’y aurait alors plus eu aucun héritier au trône monégasque au moment de cet avènement. Il reste que, selon le nouvel article 10, Alexandra et ses frères et sœurs utérins devraient perdre tout rang successoral si un descendant d’Albert II venait à monter un jour sur le trône.
Déjà modifiées en 2002, les règles successorales monégasques précisées dans la constitution de 1962 peuvent encore l’être, à l’initiative du prince souverain.

## Titulature
- depuis le 20 juillet 1999 : Son Altesse Royale la princesse Alexandra de Hanovre (naissance).